# ۱۹۸۴ (میلادی)

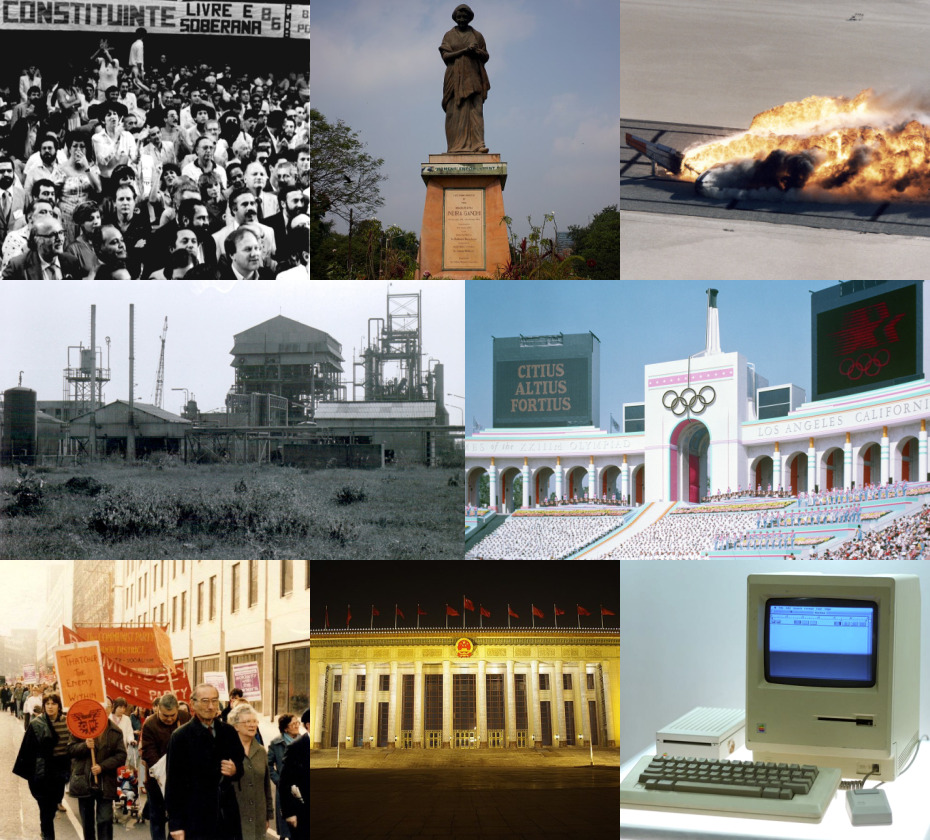

## رویدادها
- استقلال کشور برونئی
- ۲۸ اوت: مُعَمَّر قذافی سنگ بنای طرح رود بزرگ دست‌ساز را در لیبی نهاد.[۱]

## زادروزها
- الو ترائوره، بازیکن فوتبال
- مارک زاکربرگ، مؤسس فیس‌بوک
- ۲۱ دسامبر - جکسون رادبون، بازیگر آمریکایی
- ۱ ژانویه - پائولو گررو، بازیکن فوتبال اهل پرو
- ۲ ژانویه – کریستن هگر، بازیگر کانادایی
- ۱۰ ژانویه – مروان شماخ، بازیکن فوتبال فرانسوی
- ۲۳ ژانویه – آرین روبن، بازیکن فوتبال هلندی
- ۲۸ ژانویه – آندره ایگودالا، بازیکن بسکتبال و ورزشکار آمریکایی
- ۳ فوریه – کیم جون، خواننده و بازیگر اهل کره جنوبی
- ۴ فوریه – ماوریسیو پینیلا، بازیکن فوتبال شیلیایی
- ۶ فوریه – دارن بنت، بازیکن فوتبال بریتانیایی
- ۱۴ فوریه – روبی جونز (هنرپیشه)، بازیگر آمریکایی
- ۱۵ فوریه – دودا (خواننده)، خواننده لهستانی
- ۱۸ فوریه – جنل ویلیامز، بازیگر کانادایی
- ۲۸ فوریه – کارولینا کورکووا، بازیگر و مدل اهل جمهوری چک
- ۱۰ مارس – اولیویا وایلد، بازیگر آمریکایی
- ۱۲ مارس – جایمی الکساندر، بازیگر آمریکایی
- ۲۵ مارس – کاترین مک‌فی، خواننده، بازیگر، و آهنگساز آمریکایی
- ۱۱ آوریل – کیلی گارنر، بازیگر آمریکایی
- ۱۷ آوریل – روسانا دیویسن، مدل ایرلندی
- ۱۸ آوریل – آمریکای فررا، بازیگر آمریکایی
- ۲۳ آوریل – الکساندرا کاستنیوک، بازیکن شطرنج روسی
- ۲۵ آوریل – ملونی دیاز، بازیگر آمریکایی
- ۲۷ آوریل – پاتریک استامپ، گیتاریست و خواننده آمریکایی
- ۱۱ مه – آندرس اینیستا، بازیکن فوتبال اسپانیایی
- ۲۳ مه – آدام وایلی، بازیگر آمریکایی
- ۲۴ مه – سارا هاگن، بازیگر آمریکایی
- ۶ ژوئن – بای‌آلکس، خواننده اهل مجارستان
- ۹ ژوئن – وسلی اسنایدر، بازیکن فوتبال هلندی
- ۱۱ ژوئن – واگنر لاو، بازیکن فوتبال برزیلی
- ۱۹ ژوئن – پل دانو، بازیگر آمریکایی
- ۲۳ ژوئن – دافی (خواننده)، خواننده، ترانه‌سرا، و آهنگساز بریتانیایی
- ۲۹ ژوئن – کریستوفر ایگن، بازیگر استرالیایی
- ۳۰ ژوئن – فانتازیا بارینو، خواننده و بازیگر آمریکایی
- ۲ ژوئیه – ونسا لی چستر، بازیگر آمریکایی
- ۴ ژوئیه – جین آکانیشی، خواننده-ترانه‌سرا، موسیقی‌دان، بازیگر، خواننده، و صداپیشه ژاپنی
- ۵ ژوئیه – دانای گارسیا، بازیگر کوبایی
- ۱۶ ژوئیه – کاترینا کایف، بازیگر هندی
- ۱ اوت – باستیان شواینشتایگر، بازیکن فوتبال آلمانی
- ۶ اوت – مارکو ایروسا، بازیکن فوتبال آنگولایی
- ۱۰ اوت – رایان اگولد، بازیگر آمریکایی
- ۱۱ اوت - مرتضی پاشایی، خواننده، آهنگساز، ترانه‌سرا و تنطیم کننده ایرانی
- ۱۳ اوت – جیمز موریسون (خواننده)، خواننده و ترانه‌سرای بریتانیایی
- ۱۵ اوت – کوینتون آرون، بازیگر آمریکایی
- ۲۲ اوت
  - ادا ماگنسون، موسیقی‌دان اهل سوئد
  - لی کمپ، بازیکن فوتبال بریتانیایی
- ۲۳ اوت – گلن جانسون، بازیکن فوتبال و ورزشکار انگلیسی
- ۳ سپتامبر – گرت هدلند، بازیگر، خواننده، و مدل آمریکایی
- ۱۲ سپتامبر – سپتمبر (خواننده)، خواننده سوئدی
- ۱۹ سپتامبر – کوین زگرز، بازیگر کانادایی
- ۲۶ سپتامبر – کیشا بوچنان، خواننده-ترانه‌سرا و خواننده بریتانیایی
- ۲۷ سپتامبر – آوریل لوین - خواننده کانادایی
- ۲۹ سپتامبر – پر مرته‌ساکر، بازیکن فوتبال آلمانی
- ۷ اکتبر
  - توما ایکوتا، بازیگر و خواننده ژاپنی
  - مائورو سانتامبروجو، دوچرخه‌سوار اهل ایتالیا
- ۱۹ اکتبر – کایو ده آلمیدا، شناگر برزیلی
- ۲۵ اکتبر – کیتی پری، خواننده، ترانه‌نویس و داور تلویزیونی آمریکایی
- ۲۶ اکتبر – ساشا کوهن، ورزشکار آمریکایی
- ۲۸ اکتبر – اوبافمی مارتینس، بازیکن فوتبال اهل نیجریه
- ۱۴ نوامبر – ماریا شریفوویچ، خواننده اهل صربستان
- ۲۲ نوامبر – اسکارلت جوهانسون، بازیگر و خواننده آمریکایی
- ۱۲ دسامبر – دنیل اگر، بازیکن فوتبال دانمارکی
- ۱۳ دسامبر – سانتی کازورلا، بازیکن فوتبال اسپانیایی
- ۱۶ دسامبر – تئو جیمز، بازیگر و موسیقی‌دان بریتانیایی
- بیس‌هانتر
- ۳۰ دسامبر – لبران جیمز، بازیکن بسکتبال آمریکایی

## درگذشت‌‌ها
- ۲۱ فوریه - میخائیل شولوخف، نویسنده روسی
- ۲۰ اکتبر - پل دیراک، فیزیکدان و ریاضیدان بریتانیایی
- ۲۵ اکتبر - ریچارد گری براتیگان، نویسنده و شاعر معاصر آمریکایی
- ۳۱ اکتبر - ایندیرا گاندی
- ۲۹ ژانویه – فرنسیس گودریچ، فیلمنامه‌نویس آمریکایی (ز. ۱۸۹۰)
- ۹ فوریه – یوری آندروپوف، سیاست‌مدار و دیپلمات روسی (ز. ۱۹۱۴)
- ۱۵ فوریه – ایثل مرمن، بازیگر و خواننده آمریکایی (ز. ۱۹۰۸)
- ۱ مارس – جکی کوگان، بازیگر آمریکایی (ز. ۱۹۱۴)
- ۱۰ مارس – جون مارلو، بازیگر آمریکایی (ز. ۱۹۰۳)
- ۲۳ مارس – شوانا گرانت، بازیگر و بازیگر پورنوگرافی آمریکایی (ز. ۱۹۶۳)
- ۲۴ مارس – سام جافی (بازیگر)، بازیگر آمریکایی (ز. ۱۸۹۱)
- ۸ آوریل – پیوتر کاپیتسا، فیزیک‌دان روسی (ز. ۱۸۹۴)
- ۲۲ آوریل – انسل آدامز، عکاس، پیانیست، و نویسنده آمریکایی (ز. ۱۹۰۲)
- ۴ مه – دایانا دورس، بازیگر بریتانیایی (ز. ۱۹۳۱)
- ۲۲ مه – جان مارلی، بازیگر آمریکایی (ز. ۱۹۰۷)
- ۱۹ ژوئن – لی کرزنر، نقاش آمریکایی (ز. ۱۹۰۸)
- ۲۲ ژوئن – جوزف لوزی، کارگردان آمریکایی (ز. ۱۹۰۹)
- ۲۴ ژوئن – ویلیام کیلی، کارگردان آمریکایی (ز. ۱۸۸۹)
- ۲۶ ژوئن – کارل فورمن، فیلمنامه‌نویس، تهیه‌کننده، و کارگردان آمریکایی (ز. ۱۹۱۴)
- ۷ ژوئیه – فلورا رابسون، بازیگر بریتانیایی (ز. ۱۹۰۲)
- ۱۹ ژوئیه – هری استاکول، بازیگر و خواننده آمریکایی (ز. ۱۹۰۲)
- ۲۵ ژوئیه – بیگ مامان تورنتون، موسیقی‌دان و خواننده آمریکایی (ز. ۱۹۲۶)
- ۲۷ ژوئیه – جیمز میسون، بازیگر بریتانیایی (ز. ۱۹۰۹)
- ۲۸ ژوئیه – بس فلاور، بازیگر آمریکایی (ز. ۱۸۹۸)
- ۴ اوت – ماری مایلز مینتر، بازیگر آمریکایی (ز. ۱۹۰۲)
- ۵ اوت – ریچارد برتون، بازیگر بریتانیایی (ز. ۱۹۲۵)
- ۸ اوت – ریچارد دیکون (هنرپیشه)، بازیگر آمریکایی (ز. ۱۹۲۱)
- ۲۹ اوت – محمد نجیب، سیاست‌مدار مصری (ز. ۱۹۰۱)
- ۳ سپتامبر – آرتور شوارتز، پیانیست و آهنگساز آمریکایی (ز. ۱۹۰۰)
- ۶ سپتامبر – ارنست توب، خواننده-ترانه‌سرا، موسیقی‌دان، و خواننده آمریکایی (ز. ۱۹۱۴)
- ۲۴ سپتامبر – نیل همیلتون (هنرپیشه)، بازیگر آمریکایی (ز. ۱۸۹۹)
- ۵ اکتبر – لئونارد راسیتر، بازیگر بریتانیایی (ز. ۱۹۲۶)
- ۱۴ اکتبر – مارتین رایل، ستاره‌شناس بریتانیایی (ز. ۱۹۱۸)
- ۱۶ اکتبر – پگی ان گارنر، بازیگر آمریکایی (ز. ۱۹۳۲)
- ۱۴ دسامبر – ویسنته آله‌ایخاندره، شاعر اسپانیایی (ز. ۱۸۹۸)
- ۲۴ دسامبر – پیتر لاوفورد، تهیه‌کننده و بازیگر بریتانیایی (ز. ۱۹۲۳)
- ۲۸ دسامبر – سام پکین‌پا، بازیگر، فیلمنامه‌نویس، تهیه‌کننده، و کارگردان آمریکایی (ز. ۱۹۲۵)